# سهام
السهام أو سهام الفرائض في فقه المواريث جمع سهم، بمعنى: الحظ أو النصيب الذي يأخذه الوارث من أصل المسألة في حساب الفرائض ويسمى نصيب الوارث الحاصل من أصل المسألة (سهما)، ومستحقه يسمى (فريقا أو رؤوسا أو حيزا)، فإذا أمكن قسمة السهم على الفريق؛ فلا حاجة لتطويل الحساب، وإذا لم تنقسم السهام؛ فالفريق إما أن يباين سهامه أو يوافقها، فيؤخذ عدد الفريق أو وفقه ويضرب في أصل المسألة والناتج هو الذي تصح منه المسألة.

## سهام الفرائض
السهام في اللغة: جمع سهم بمعنى الحظ والنصيب والقسم والجزء، والسهام في علم الفرائض (النصيب والحظ للوارث الذي يستحقه من أصل المسألة) فبعد عمل تأصيل المسألة في حساب الفرائض يقسم أصل المسألة على الورثة، وإذا أمكن قسمة السهام على الورثة من أصل المسألة فلا حاجة لتصحيحها. فالتصحيح يأتي بعد التأصيل عند عدم انقسام السهام على الورثة.

### تأصيل المسائل
تأصيل المسائل الفرضية هو استخراج أصول المسائل من مخارج الفروض أو عدد الوارثين بالتعصيب فلو كانوا مثلاً: ستة إخوة فقط فأصل مسألتهم ستة، لكل واحد سهم، ولو كان الوارث من أصحاب الفروض فأصل المسألة من مخارج الفروض في حساب الفرائض.

### تصحيح المسائل
تصحيح المسائل الفرضية هو: عملية حسابية بعد عمل التأصيل، في المسائل التي لا تنقسم سهامها على الورثة. ويسمى نصيب الواث المأخوذ من أصل المسألة (سهما)، والوارث المستحق للسهم أي: الجنس الذي يأخذ السهم يسمى: فريقا أو حيزا أو صنفا أو رئسا. ولقسمة على الورثة حالتان كالتالي:
- الحالة الأولى؛ عند إمكان قسمة السهام على الورثة، فيعطى كل وارث سهمه من أصل المسألة مكملا أو عائلا، وفي هذه الحالة لاحاجة للتصحيح في المسألة. مثل: أخت شقيقة وزوج؛ للأخت النصف، وللزوج النصف، ومخرج النصف اثنان، وبين 2 و2 تماثل نكتفي بأحدهما ويكون هو أصل المسألة، وسهم الأخت واحد من 2 وسهم الزوج واحد من 2 ولمعرفة صحة العمل نقوم بجمع سهام الورثة فإن كان الناتج هو أصل المسألة؛ فالعمل صحيح، 1+1=2 .
- الحالة الثانية؛ عندما لا تنقسم السهام على الورثة، فيعطى كل وارث سهمه من أصل المسألة، ثم نقوم بعمل تصحيح المسألة، للتمكن من قسمة السهام على الورثة.

مثل: أم وستة إخوة لأب؛ أصل المسألة ستة من مخرج السدس، للأم السدس 1 من 6 والباقي خمسة لا تنقسم على ستة، وبينهما تباين فيضرب عدد رؤوس الإخوة وهي ستة في أصل المسألة وهو ستة أيضا 6×6=36 فالناتج وهو ستة وثلاثون هو الذي تصح منه المسألة، ويكون للأم 6 والباقي 30÷6=5 لكل واحد من الإخوة خمسة.

## قسمة السهام على الورثة
تقسم السهام على الورثة بالاختصار في العمل ما أمكن، فإذا كانت سهام الورثة التي يحصلون عليها من أصل مسألتهم لا تنقسم على عددهم؛ فهناك عمل يمكن معه القسمة وهو التصحيح، بمعنى مايؤدي إلى إعطاء كل وارث سهمه صحيحا. وقسمة السهام إما أن تكون على فريق واحد أو أكثر، والفريق هو: (مجموعة من الورثة اشتركوا في فرض أو ما بقي بعد الفرض)

### القسمة على فريق واحد
تكون قسمة السهام على فريق واحد بالنظر بين عدد الفريق وسهامه بالتوافق والتباين، ثم قسمة عدد الفريق أو وفقه في أصل المسألة والناتج هو الذي تصح منه المسألة.
- صورة التوافق بين الفريق وسهامه: أم وستة أعمام؛ أصل المسألة ثلاثة للأم الثلث 1 من 3 والباقي للأعمام وهو 2 من 3 لا ينقسم عليهم، فننظر بين عدد الفريق وهو 6 أعمام، وبين سهمهم وهو 2، فبين 2 و6 توافق بالأنصاف فنصف الإثنين 1 ونصف الستة 3 فنأخذ وفق عدد الفريق أي: الستة وهو العدد 3 ثم نضرب هذا الوفق في أصل المسألة 3×3=9 فتصح المسألة من تسعة، للأم منها الثلث 3 والباقي ستة للأعمام 6÷6=1 لكل عم واحد.
- مثال التباين: زوجة وعمان؛ أصل المسألة أربعة للزوجة الربع 1 من 4 والباقي 3 للعمين فننظر بين عدد الفريق وهو 2عم وبين سهمهم وهو 3 بينهما تباين وفي مثل هذه الحالة يبقى عدد الفريق كما هو ويضرب في أصل المسألة 2×4=8 فتصح المسألة من ثمانية للزوجة الربع 2 من 8 وللعمين 6 من 8 لكل عم 3

## إنكسار السهام على أكثر من فريق
عند انكسار السهام على أكثر من فريق يتم النظر بين كل فريق وسهامه بالتوافق أو التباين كما سبق تماما في الفريق الواحد إلا أنه يكون هنا نتائج متعددة، فكل فريق توضع له نتيجة وهي عدد الفريق إن كان مباينا لسهامه، أو وفقه إن كان موافقا لها وتسمى هذه النتائج (رواجع ومثبتات) فننظر بين هذه النتائج بالنسب الأربع أي: (التوافق/ التباين/ التداخل/ التماثل) لنحصل على عدد واحد يضرب في أصل المسألة والناتج هو الذي تصح منه المسألة.
| مثال الإنكسار على فريقين. |
| --- |
| إثنان من الإخوة لأم، ويرمز لهما (خم)، وستة إخوة أشقاء ويرمز لهم (ق). الحل: للإخوة لأم الثلث، ومخرجه (3) والأشقاء عصبة وأصل المسألة (3) من مخرج الثلث، للإخوة لأم (1) والباقي للأشقاء (2). وفي المسألة فريقان هما: 1. الفريق الأول: عددهم (2) من الإخوة لأم. وسهمهم (1). 2. الفريق الثاني: عددهم (6) أشقاء. وسهمهم (2). |
| تصحيح المسألة |
| استخراج الرواجع بالنظر بين عدد كل فريق وسهامه بالتوافق أو التباين فقط. - سهم الفريق الأول (1) وعددهم (2) بينهما تباين. الناتج إبقاء عدد الفريق وهو (2) - سهم الفريق الثاني (2) وعددهم (6) وبينهما توافق بالأنصاف فنصف الإثنين=1 ونصف الستة=3 نأخذ وفق عدد الفريق وهو (3) الحاصل اثنان من الرواجع هما: (2)، و(3)        |
| النظر بين الرواجع |
| يكون النظر بين الرواجع بالنسب الأربع والعلاقة هنا بين (2) و (3) هي التباين 2×3=6 الحاصل هو ستة. تضرب الستة في أصل المسألة والناتج هو الذي تصح منه المسألة. 6×3=18. ثم نضرب الستة في سهم الفريق الأول لنحصل على نصيبه 6×1=6. ثم 6×2=12 نصيب الفريق الثاني.                                                              |

| عدد | فريق | تأصيل | تصحيح |
| --- | ---- | ----- | ----- |
| ... | ...  | 3     | 18    |
| 2   | خم   | 1     | 6     |
| 6   | ق    | 2     | 12    |

| وارث | فريق | سهم | علاقة | رواجع | عمل | تأصيل | تصحيح |
| ---- | ---- | --- | ----- | ----- | --- | ----- | ----- |
|      |      |     |       | 2×3=  | 6×  | 3=    | 18    |
|      |      |     |       |       |     |       |       |
| خم   | 2    | 1   | تباين | 2     |     |       | 6     |
| ق    | 6    | 2   | توافق | 3     |     |       | 12    |

## اقرأ أيضاً
- علم الفرائض
- العصبات
- جهات العصوبة
- فروض الإرث
- الحجب
- إرث الجدات
- الإرث في الإسلام
- إرث الجد والإخوة
- المشتركة
- حساب الفرائض
- العول
- سهام الفرائض
- أعمال حساب الفرائض